# Black Crow Blues
Black Crow Blues (in italiano Blues del corvo nero) è una canzone scritta da Bob Dylan, pubblicata nell'album Another Side of Bob Dylan del 1964.
Solitamente considerata come lavoro minore all'interno dell'opera dylaniana, Black Crow Blues ha però il merito di essere la prima canzone pubblicata da Dylan in cui suona il pianoforte. In effetti quest'ultimo –  con l'armonica – è l'unico accompagnamento della sua voce, dato che si trova da solo nella registrazione, come nella maggior parte delle composizioni dei suoi primi quattro album. La partitura della canzone è in chiave di Sol maggiore. Lo scrittore Oliver Trager definisce il brano "un piccolo funky da piano blues che Dylan suona nel suo stile meravigliosamente non istruito". Black Crown Blues, sostiene Trager, ricorda il "calypso lirico di Harry Belafonte e il piano boogie-woogie di Meade Lux Lewis".
Michael Gray sostiene che:
Black Crow Blues è di per sé eccezionale per il modo in cui fa irruzione nella struttura del blues con qualcosa di così fresco, così vigorosamente fuori dagli schemi, che ti fa ridere solo a sentirlo. Allo stesso tempo, si affida alla frenesia della moda dell'epoca nel verso "Il mio polso era vuoto / Ma i miei nervi tremavano / Ticchettavano come un orologio". Nell'ultimo verso, Dylan ci riporta tuttavia a una speciale sensazione rurale:
Across the broad highway.

It's funny, honey,

I don't feel much like a

Scarecrow today»
Aldilà dell'autostrada.

Benché sia buffo, amore,

non mi sento proprio

come uno spaventapasseri oggi»
(Black Crow Blues, Bob Dylan)
Il finale è una strana strofa dai toni country e blues.
Dylan non ha mai eseguito Black Crow Blues dal vivo.